# Stannfågel

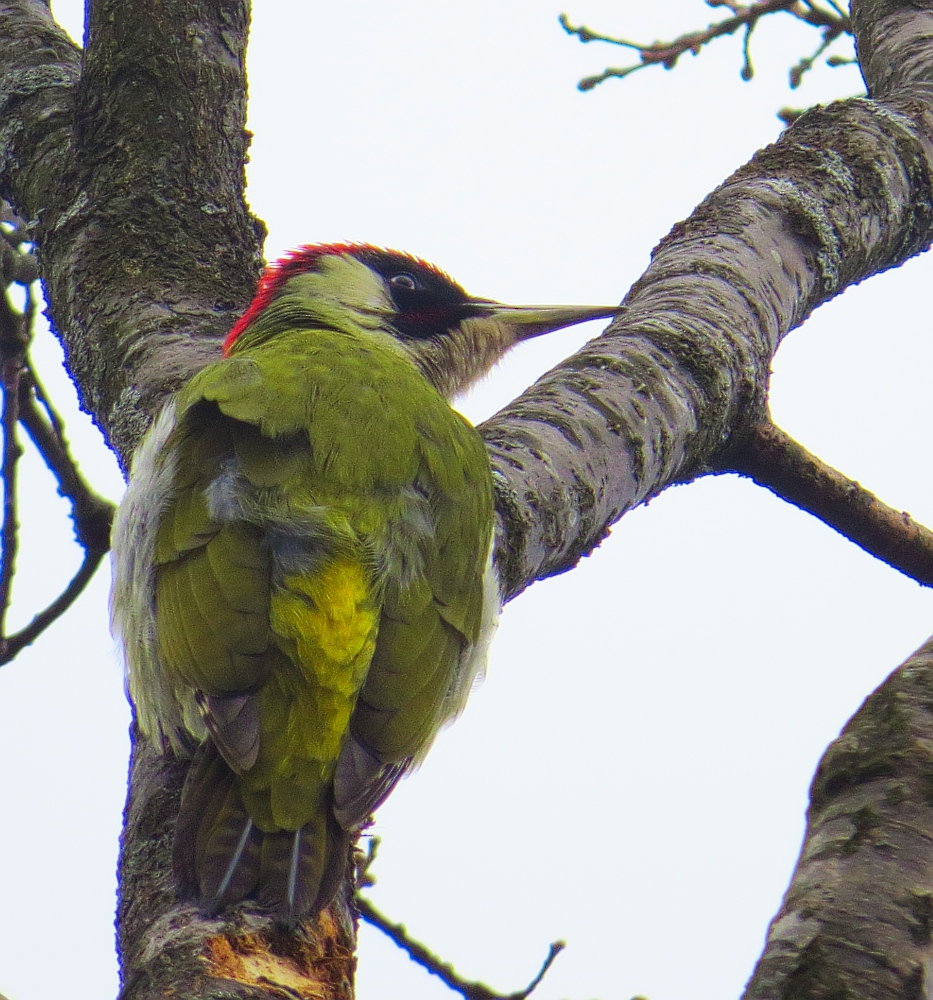
Gröngöling

Stannfågel kallas fågelarter vars adulta individer i stort sett stannar i sitt häckningsrevir året om och vars motsats är flyttfågeln. Några arter, så kallade invasionsfåglar, flyttar från sina häckningsområden bara under vissa år då födotillgången är låg.

## Stannfåglar i Sverige
I Sverige räknar man med att bara cirka 10 procent av höstfågelbeståndet stannar kvar i landet, vilket innebär cirka 50 miljoner individer, men av dessa företar flera flyttningar till mildare klimatzoner inom landet. Därför kan man inte generellt tala om stannfåglar i Sverige eftersom vissa populationer av samma art är stannfåglar i söder och flyttfåglar i norr. Ett annat fenomen som gör det vanskligt att alltför generellt tala om Sveriges stannfåglar är att exempelvis vissa av de arter som syns i södra Sverige om vintern kan vara individer som flyttat från norra Sverige medan artens häckningspopulation i södra Sverige flyttar vidare till norra Europa om vintern.
Några exempel på fåglar som i större utsträckning är stannfåglar i Sverige är hönsfåglar, ugglor, hackspettar, mesar och vissa kråkfåglar.

## Hushållning av energi

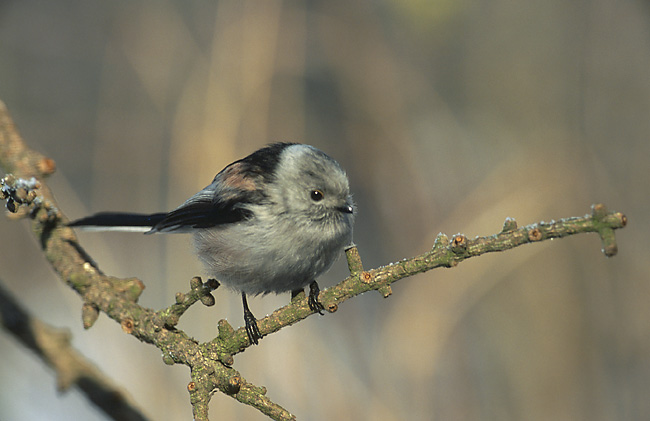
Stjärtmes

För att klara vinterns kyla, mörker och brist på mat har stannfåglar utvecklat ett flertal olika mekanismer. Den enskilt viktigaste överlevnadsstrategin för arter som övervintrar i kalla klimatzoner är att hushålla med energi. Många av dessa arter lägger på sig ett extra fettlager under hösten som senare fungerar som ett reservförråd med energi. Vissa arter som exempelvis stjärtmesen tillbringar nätterna i klungor tätt tryckta intill varandra för att minska värmeförlusten. Samma metod använder sig även pingviner av. Efter ett tag tränger sig de fåglar som suttit ytterst in i mitten av klungan och på så sätt turas de om att värma varandra. 